# 1991 en chimie
Cet article présente les faits marquants de l'année 1991 en chimie.

## Évènements
- 23e Olympiades Internationales de Chimie, organisées à Lodz en Pologne du 7 juillet au 15 juillet[1].
- Sumio Iijima utilise la microscopie électronique pour découvrir un type de fullerène cylindrique appelé nanotube de carbone, bien que des études dans ce domaine avaient été effectuées en 1951. Ce composé est très utilisé dans la nanotechnologie[2].
- Hans L. Komberg devient président de l'Union internationale de biochimie jusqu'en 1994[3].
- Kulinkovich démontre qu’une quantité catalytique de tétraisopropyloxytitane suffit à l’obtention de bons rendements pour la réaction de Kulinkovitch. Il s’avére même possible, dans ces conditions, de réduire la quantité engagée de réactif de Grignard à deux équivalents[4].

## Prix
- Prix Nobel de chimie : Richard R. Ernst pour ses contributions au développement de la spectrométrie de résonance magnétique nucléaire à haute résolution[5].
- Prix Wolf de chimie :
  - Richard R. Ernst « pour ses contributions révolutionnaires à la spectroscopie par RMN, spécialement la RMN par transformée de Fourier et la RMN à deux dimensions »[6].
  - Alexander Pines « pour ses contributions révolutionnaires à la spectroscopie par RMN, spécialement la RMN multi-quanta et la RMN à haut spin »[6].
- Prix Procter & Gamble : W. Henry Weinberg[7]
- Prix Anselme-Payen : Henri Chanzy[8]
- Médaille Garvan-Olin : Cynthia Friend[9]
- Prix Ernest-Guenther : C. Dale Poulter[10]
- ACS Award in Pure Chemistry : Nathan Lewis (chimiste)[11]
- Arthur C. Cope Award : Gerhard L. Closs[12]
- Prix Irving-Langmuir : Richard E. Smalley[13]
- Médaille Priestley : Harry B. Gray[14],[15],[16]
- Médaille Davy : Jeremy R. Knowles en reconnaissance de ses contributions à la chimie mécaniste intégrée à l'enzymologie, en particulier l'application de méthodes chimiques pour résoudre des problèmes biologiques fondamentaux de reconnaissance et de catalyse[17],[18].
- Prix Alfred-Bader : Pierre Deslongchamps[19]
- Grand prix Pierre-Süe : Claude Naccache[20]
- Grand prix Achille-Le-Bel : Odile Eisenstein[21]
- Claude S. Hudson Award in Carbohydrate Chemistry : Per J. Garegg[22]
- Médaille William-H.-Nichols : J. Calvin Giddings[23]

## Naissances
- Florence Gschwend, ingénieure chimiste suisse.

## Décès
- 15 mars : Robert Hill (né en 1899), biochimiste anglais.
- 7 septembre : Edwin McMillan (né en 1907), physicien américain, prix Nobel de chimie en 1951.